# Tabaré Borges
Tabaré Larre Borges Gallarreta (ur. 6 stycznia 1922 w Montevideo) – urugwajski koszykarz, brązowy medalista olimpijski z Helsinek. 
Borges tylko raz wystąpił na igrzyskach olimpijskich. W Helsinkach (gdzie jego reprezentacja zajęła trzecie miejsce), grał w ośmiu meczach zdobywając 34 punkty (notując także 22 faule).